# Savannah Bight
Savannah Bight är en ort i Honduras.   Den ligger i departementet Departamento de Islas de la Bahía, i den norra delen av landet, 300 km nordost om huvudstaden Tegucigalpa. Antalet invånare är 1 031.
Terrängen runt Savannah Bight är kuperad åt nordväst. Havet är nära Savannah Bight åt sydost.  Närmaste större samhälle är Guanaja, 7,7 km sydväst om Savannah Bight. 